# Elaeagia obovata
Elaeagia obovata är en måreväxtart som beskrevs av Henry Hurd Rusby. Elaeagia obovata ingår i släktet Elaeagia och familjen måreväxter. Inga underarter finns listade i Catalogue of Life.